# Gijs Van der Linden
Gijs Van der Linden (Antwerpen) is een Belgisch tenor.

## Levensloop
Van der Linden begon zijn muzikale carrière in het Antwerps Kathedraalkoor, ving zijn studies aan aan het conservatorium van Antwerpen bij Guy De Mey, Bernadette Degelin en Anne Cambier, en verkaste daarna naar het Koninklijk Conservatorium van Gent, waar hij zijn masterstudies in 2010 afsloot bij Gideon Saks en Marcos Pujol. Hij vervolmaakte zich aan de Muziekkapel Koningin Elisabeth, waar hij zijn zangstudies voortzette onder José van Dam. Hiernaast volgde hij tal van masterclasses en nam hij deel aan een stage rond Duitse barokmuziek aan Ak@demia, waar hij coaching op samenzang en interpretatie van onder anderen Françoise Lasserre, Claire Michon en Agnes Melon ontving.
Tijdens zijn opleiding ontving Van der Linden reeds een uitnodiging om deel te nemen aan producties van de Vlaamse Opera. Hier maakte hij in 2005 zijn debuut, en in 2011 werd hij vast ensemblelid. In 2010 zong hij naast José van Dam in diens afscheidsproductie (Koninklijke Muntschouwburg) en maakte hij deel uit van het galaconcert "Jose Van Dam and Friends" ter ere van het EU-voorzitterschap dat toen onder Belgische verantwoordelijkheid viel.
Samen met Iris Luypaers vormt hij het duo Idyll.

## Opleiding
- Antwerps Kathedraalkoor (Jan Schrooten)
- Conservatorium Antwerpen (Guy De Mey, Anne Cambier, Bernadette Degelin)
- Zangopleiding bij Gidon Saks, Marcos Pujol (Gent)
- Masterclasses: Bart Van Oort, Lucienne Van Dijck, Pascal Bertin, Greta De Reyghere, Carol Yahr, Jan Van Elsacker, Françoise Lasserre, Claire Michon, Agnes Melon
- Muziekkapel Koningin Elisabeth

## Festivals
- Verbier (Zwitserland)
- Aix-en-Provence

## Onderscheidingen
- HSBC-laureaat (Aix-en-Provence)

## Samenwerkingen
- José van Dam
- Benjamin Pope
- Kris Stroobants
- Yvan Meylemans
- Marc Minkowski
- Paul Daniel
- Philippe Herreweghe
- Patrick Davin
- Jonathan Nott

## Discografie
- DONIZETTI, G.: Duc d'Albe (Le) (Petean, Vlaamse Opera Ghent Chorus and Symphony, Carignani), Naxos
- SAINT-SAENS, C.: Samson et Dalila (Flanders Opera, 2009), Naxos

- Gemeinsame Normdatei: 1027122639
- International Standard Name Identifier: 0000 0004 2658 1712
- Library of Congress Control Number: no2013143613
- MusicBrainz: d98b0407-3d3e-4614-8f07-b7d0ab873abe
- Virtual International Authority File: 306338899
- WorldCat: E39PBJdMbPbmhfrDf8Jf9KmGHC